# Убрзање Земљине теже
Убрзање Земљине теже или убрзање силе Земљине теже (g), је назив за физичку константу која описује убрзање изазвано привлачном силом којом Земља делује на било које тело на нултој надморској висини.
Вредност која је договорена и усвојена за ову величину 9,80665 m·s−2 на Генералној конференцији за тежине и мере 1903. године.
Ова вредност је приближно једнака убрзању слободног пада која се постижу на нивоу мора и око 45° географске ширине. Ова вредност није непроменљива већ зависи од географске ширине, надморске висине па чак и дела дана. Обично се узима приближна вредност 9,81 m/s².

## Вредност убрзања Земљине теже
Тачна вредност ове константе се може израчунати из формуле
{\displaystyle g={M\gamma  \over R^{2}}}
која је добијена из Њутновог закона гравитације, где је M маса Земље, {\displaystyle \gamma } је гравитациона константа, R је полупречник Земље. Међутим, ово би било тачно да је Земљина кугла идеално равна и хомогена. 
Убрзање Земљине теже се мења са порастом надморске висине, у малом распону висина, за отприлике -3*10−7, где знак минус значи да се убрзање смањује са порастом висине. Такође, убрзање се мења и кад се крећемо од екватора ка половима за приближно 0,5%. Постоји и варијација вредности убрзања током дана, која на географским ширинама око 40° може бити око 2*10−7 и зависи од положаја Месеца и Сунца.